# CCE (empresa)
Comércio de Componentes Eletrônicos (CCE) es una empresa brasileña fabricante de componentes electrónicos, fundada en 1964 en estado de São Paulo. En 1971 inició la fabricación de equipos completos.
En la década de 1970, la compañía japonesa Kenwood ha proporcionado la tecnología para muchos de los equipos modulares de la compañía. El CCE ha llegado a fabricar y vender equipos bajo esta marca.
En el período de 1996 hasta 2002 a CCE ha fabricado y comercializado productos de audio (micro-systems) del fabricante japonés Aiwa.